# شريان عضدي
الشريان العضدي ويعتبر من أكبر الأوعية الدموية من الطرف العلوي من جسم الإنسان.
ويبدأ من الشريان الإبطي ويتفرع على مستوى الكوع إلى : الشريان الكعبري، الشريان الزندي.

## صور

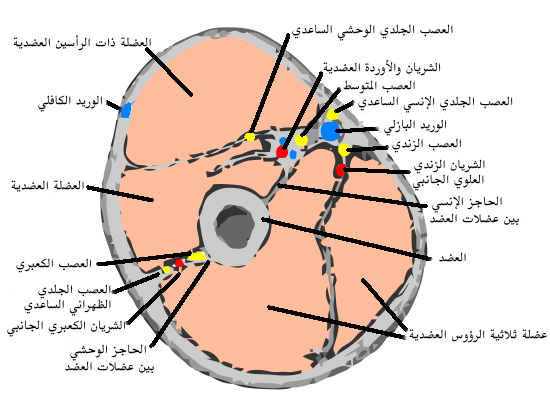
المقطع العرضي من خلال منتصف الجزء العلوي من الذراع.
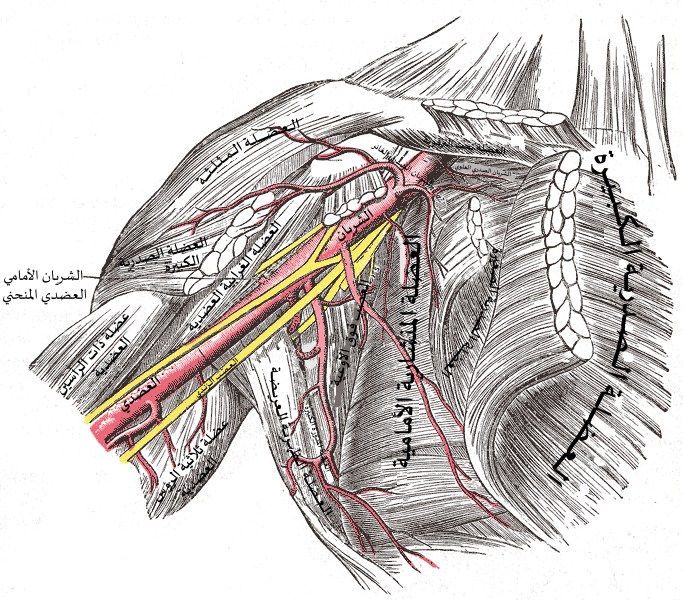
الشريان الإبطي والشريان العضدي.
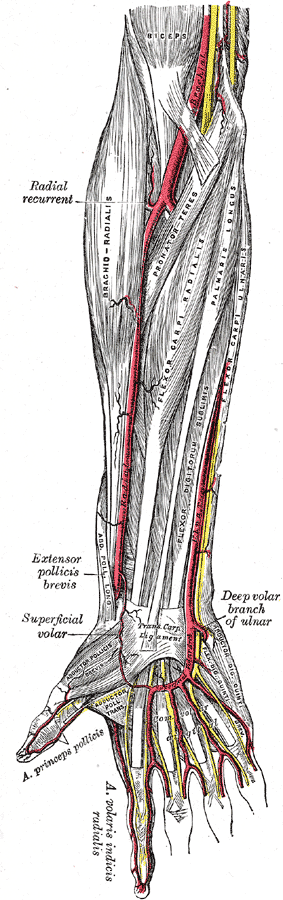
الشريان الكعبري والشريان الزندي.
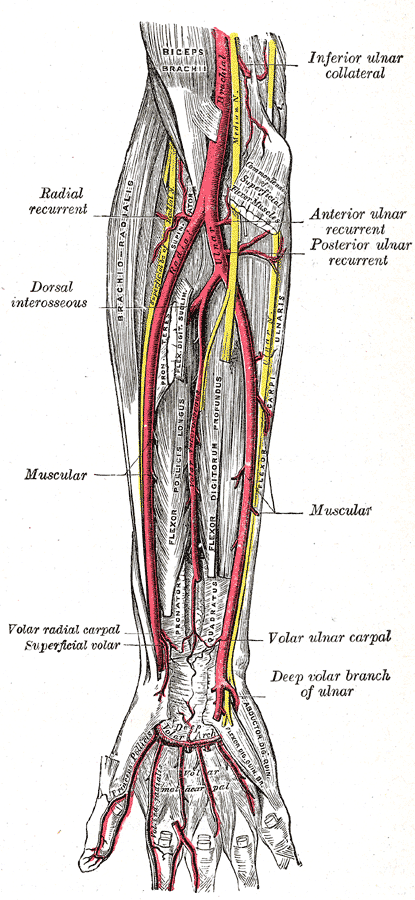
الشريان الكعبري والشريان الزندي. رؤية عميقة.
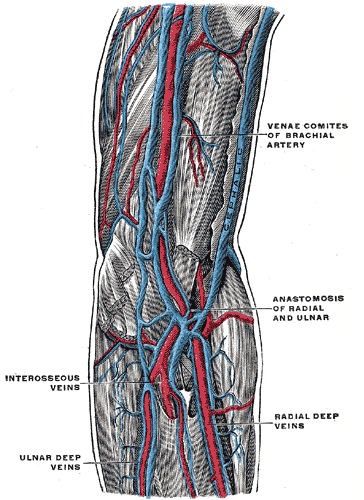
الأوردة العميقة في الطرف العلوي.
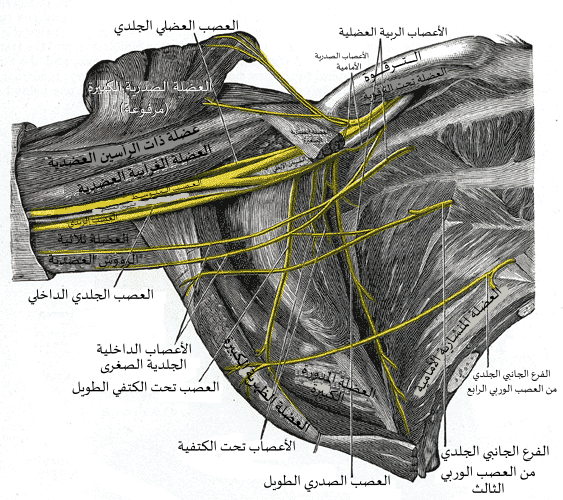
الضفيرة العضدية اليمنى (الجزء تحت الترقوة) في الحفرة الإبطية. ينظر من أسفل وأمام.
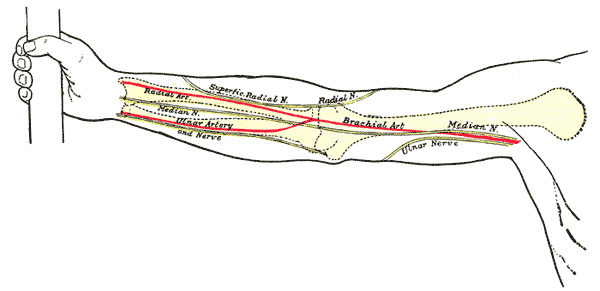
القسم الأيمن من الطرف العلوي رؤية أمامية, حيث يلاحظ كل من عظام, شرايين, وأعصاب.

## وصلات خارجية
- Dissection at mvm.ed.ac.uk
- Image at umich.edu - pulse
- Brachial+artery في قاموس إي ميديسين

- درسٌ تشريحي حول lesson4arteriesofarm مُعدٌ بواسطة ويسلي نورمان (جامعة جورجتاون).